# Центральная (станция метро)
Центра́льная (укр. Центральна) — строящаяся станция Центрально-Заводской линии Днепровского метрополитена. Она будет располагаться между строящимися станциями «Театральная» и «Исторический Музей», на площади Героев Майдана (предыдущее название — площадь Ленина, так же предполагали назвать и станцию), возле Центрального универмага. Позже, «Центральная» будет первой пересадочной станцией на линию, которая свяжет центр города с левобережьем.
На площади производили вскрытие грунта и вынос коммуникаций на поверхность.

## Строительство
С осени 2016 ведутся активные работы на месте будущего наклонного хода станции.